# Gare de l'Agha
La gare de l'Agha est une gare ferroviaire algérienne, située dans la commune de Sidi M'hamed à Alger, à proximité de l'immeuble Mauritania et du port d'Alger.
Cette gare est plus importante et plus centrale que la gare d'Alger. Elle est aussi gare de départ des trains de grandes lignes vers : Annaba, Batna, Constantine, Oran, Tébessa, Tizi Ouzou et Touggourt ; des trains régionaux vers : Béjaïa, Bouira, Chlef et Sétif ; et des trains de la banlieue d'Alger.

## Situation ferroviaire
La gare de l'Agha se situe au point kilométrique (PK) 1,5 sur le tronçon commun des lignes d'Alger à Oran et d'Alger à Skikda. Elle est située après la gare d'Alger, qui est la gare origine de ces deux lignes dont le débranchement s'effectue à la sortie de la gare d'El Harrach.
| \| Alger Agha Aéroport d'Alger Zéralda Birtouta Réghaïa \| Localisation de la gare de l'Agha dans la wilaya d'Alger. |
| Alger Agha Aéroport d'Alger Zéralda Birtouta Réghaïa                                                                 |

## Histoire

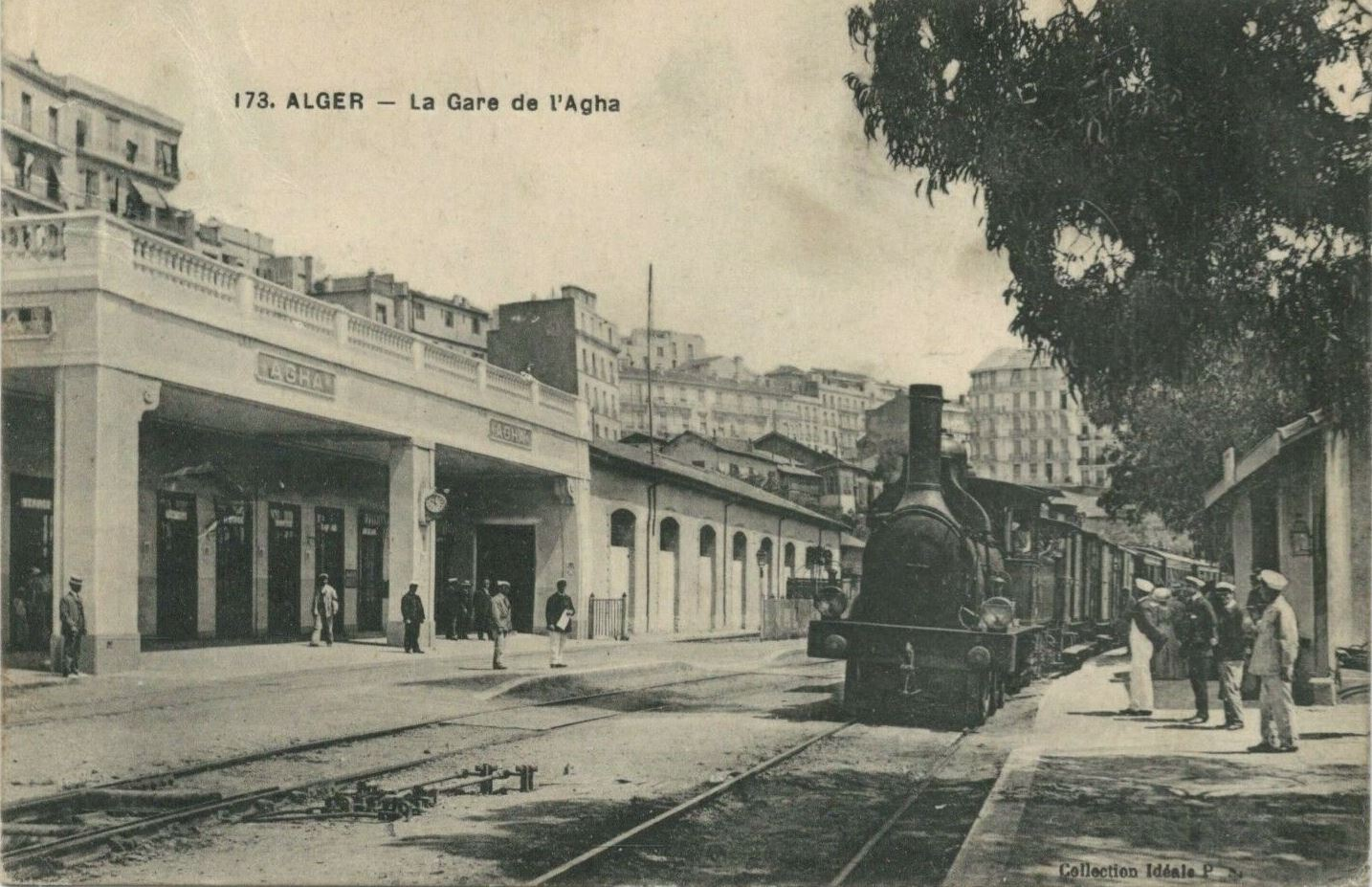
La gare au début XXe siècle.

En 2006, le transit est en moyenne quotidiennement de plus de 4 000 voyageurs.
En 2019, la gare dispose d'une salle d'attente neuve pour l'ouverture de la ligne entre la gare et l'aéroport.
Après neuf mois d'arrêt du transport ferroviaire en Algérie du fait de la pandémie de Covid-19. La gare est rouverte le 3 janvier 2021 pour la reprise des circulations des trains de banlieue et de transport des étudiants.

## Service des voyageurs

### Desserte
La gare de l'Agha est desservie par les trains des liaisons :
- grandes lignes :
  - Alger - Annaba[4] ;
  - Alger - Batna[5] ;
  - Alger - Oran[6] ;
  - Alger - Tébessa[7] ;
  - Alger - Touggourt[8] ;
- régionales :
  - Alger - Béjaïa[9] ;
  - Alger - Bouira[10] ;
  - Alger - Chlef[11] ;
  - Alger - Sétif[12] ;
- et du réseau ferré de la banlieue d'Alger :
  - Alger - El Affroun[13] ;
  - Alger - Oued Aïssi[14] ;
  - Alger - Thénia[15] ;
  - Alger (gare de l'Agha) - Aéroport Houari Boumédiène[16] ;
  - Alger (gare de l'Agha) - Zéralda[17].

### Intermodalité
La gare se trouve à 450 métres de la station de métro Khelifa Boukhalfa (métro d'Alger)
Cette gare est également liée à plusieurs lignes de bus. 

## Projets
En 2017, la gare de l'Algha est le sujet d'un projet pilote de réaménagement en tant que site ferroviaire.
En mai 2024 le projet est annoncé dans plusieurs journaux , divers simulation 3D sont alors présenté.
C'est en décembre 2024 , en marge d'une présentation du PDAU concernant la wilaya d'alger pour la période 2010-2030 que le Président de la République Abdelmadjid Tebboune  émet un fort intérêt envers le projet de faire de cette gare, la gare centrale de la wilaya. Le lendemain le ministre des transports réunit alors des cadres du Minisitére , de la SNTF et du Fonds National d'investissements pour décider de cette réalisation.

## Galerie

Sélection de vues
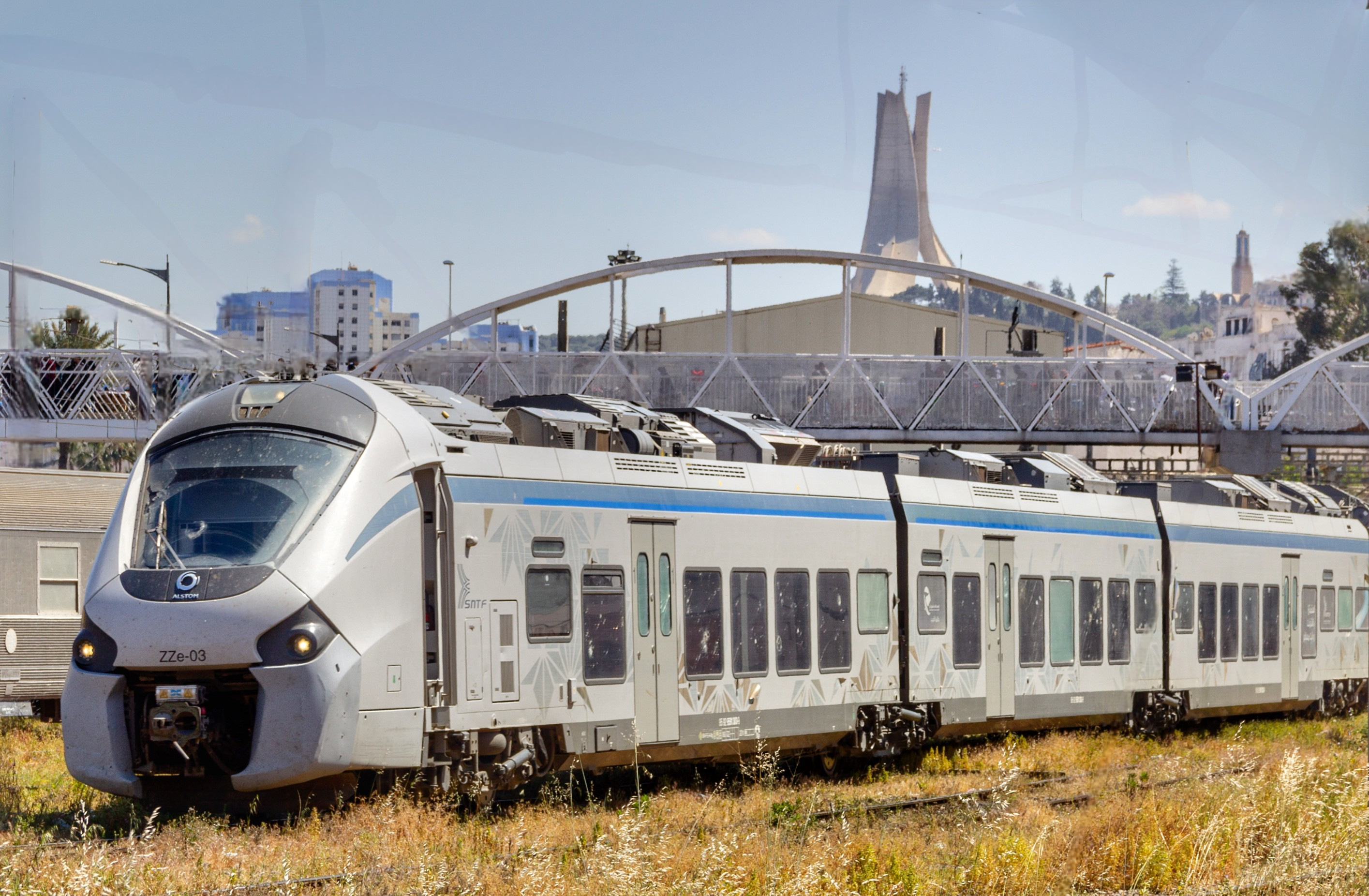
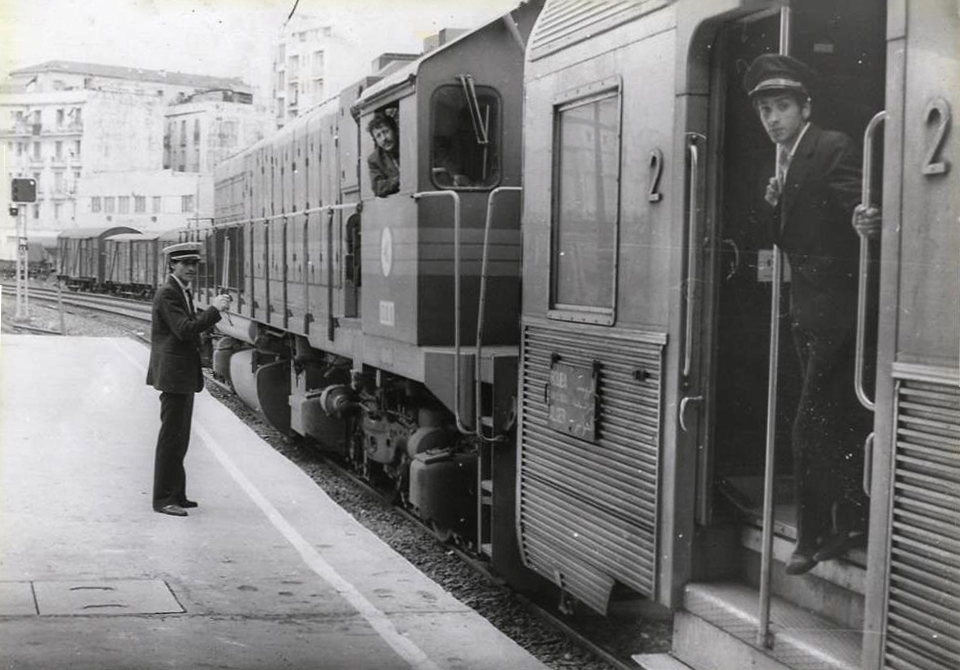
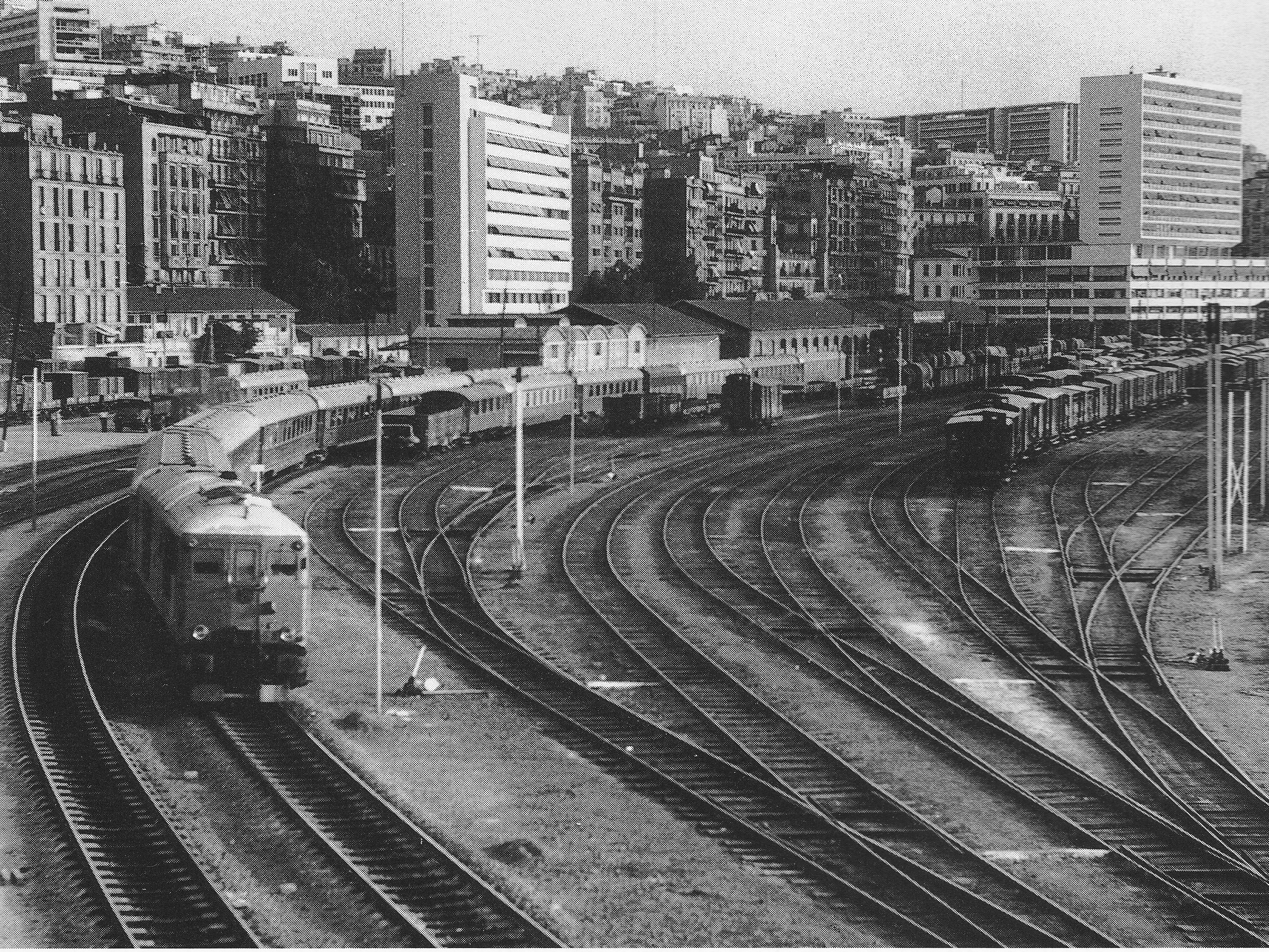
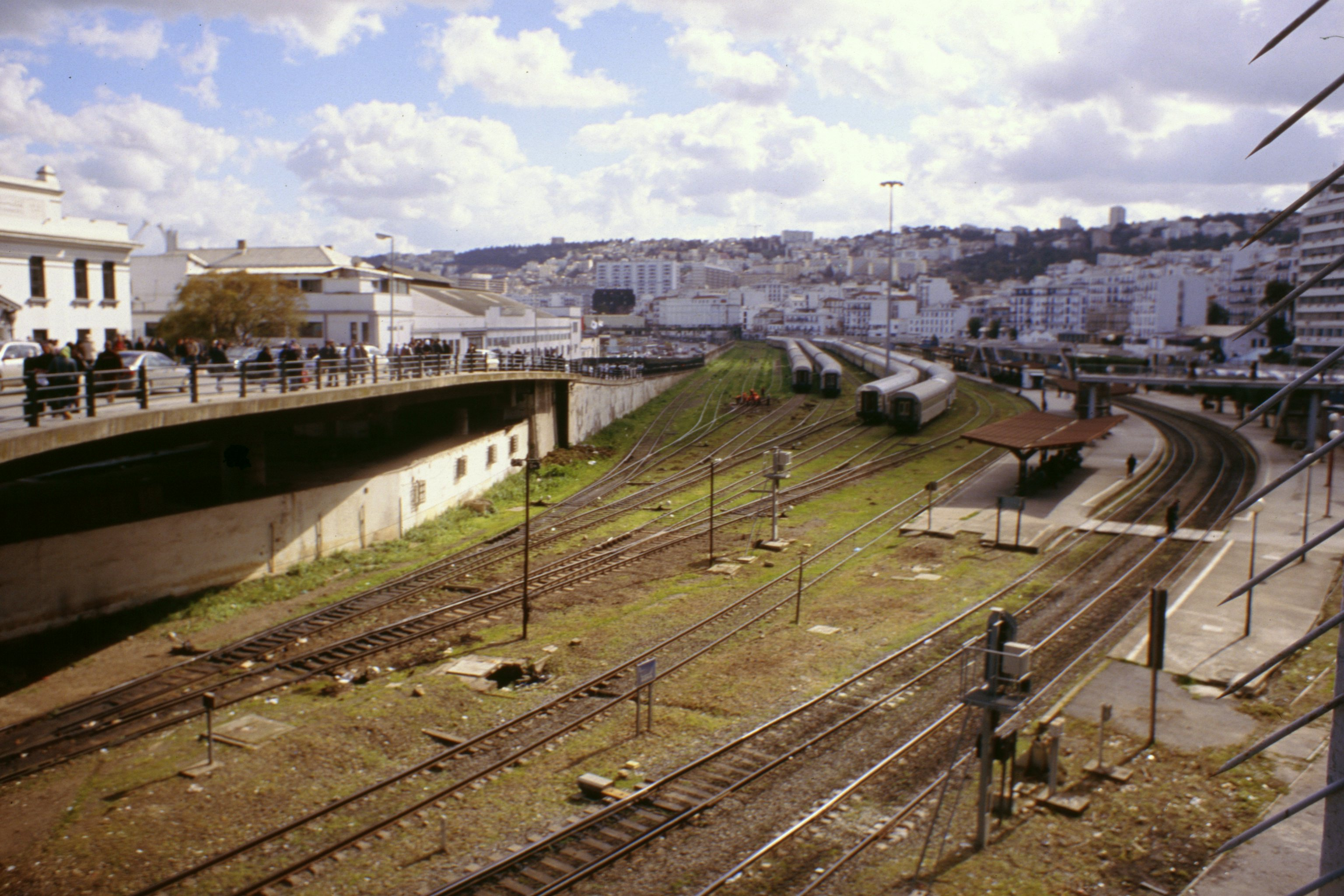